# 커샌드라 케인

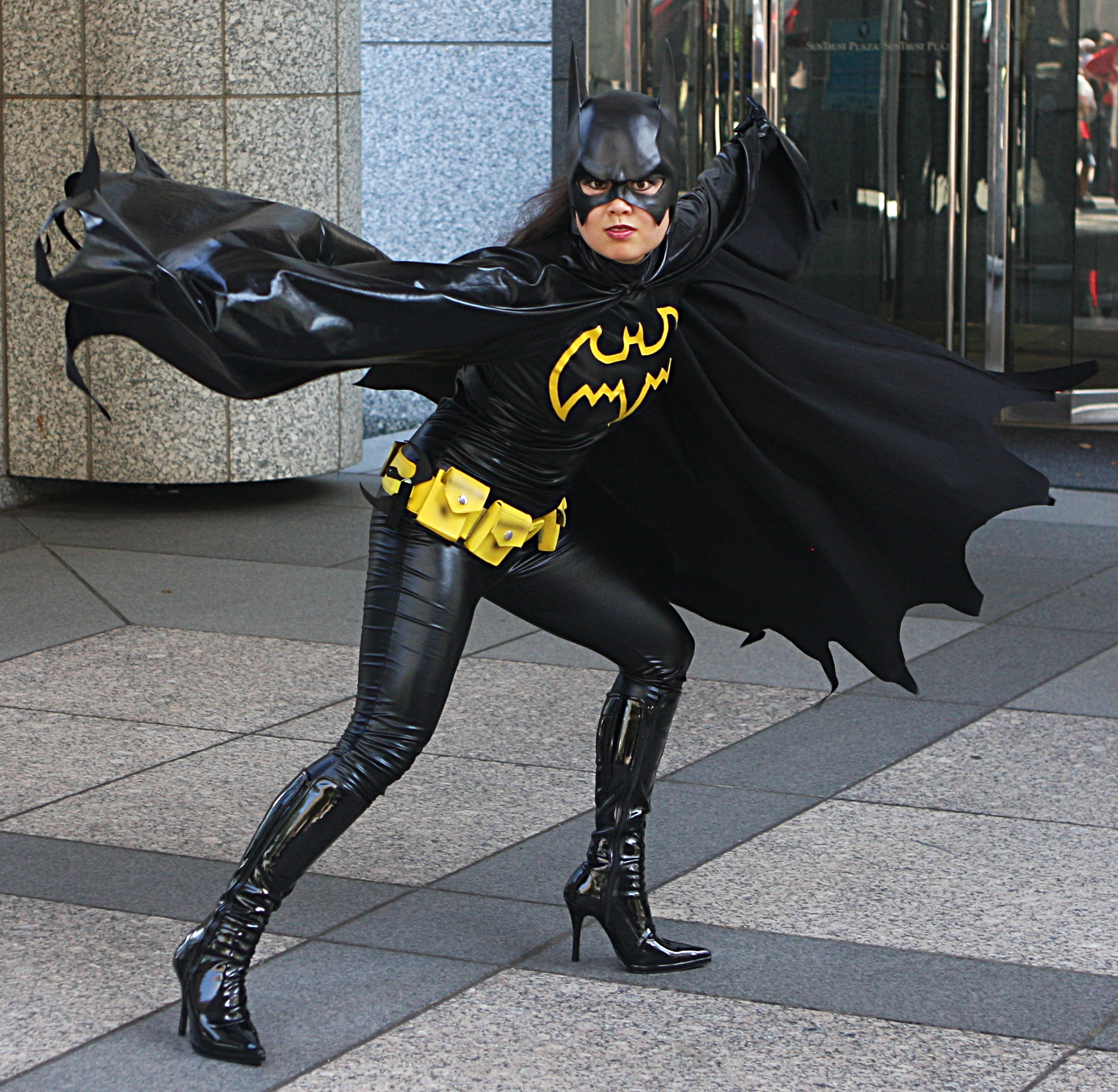

커샌드라 케인(영어: Cassandra Cain)은 DC 코믹스의 슈퍼히어로 캐릭터로, 배트맨의 파생 히어로이다. 암살자 데이비드 케인과 레이디 시바 사이에서 태어난 아이로, 말없는 암살자로 길러졌다. 3대 배트걸로서 활동했고, 스테퍼니 브라운에게 배트걸 이름을 물려준 뒤엔 블랙 배트(Black Bat)라는 이름을 썼다. 뉴52 리부트 후에는 오펀(Orphan)이 되었다. 1999년 7월 《배트맨》 567호에 처음 등장했고, 켈리 퍼킷과 데이미언 스콧이 공동 창작하였다.

## 담당 성우

### 비디오 게임
- DC 유니버스 온라인(2011) - 민디 레이먼드